# ديريك فولكر
ديريك فولكر (بالإنجليزية: Derek Volker)‏ هو موظف مدني أسترالي، ولد في 1939.